# Rodrigo Sperafico

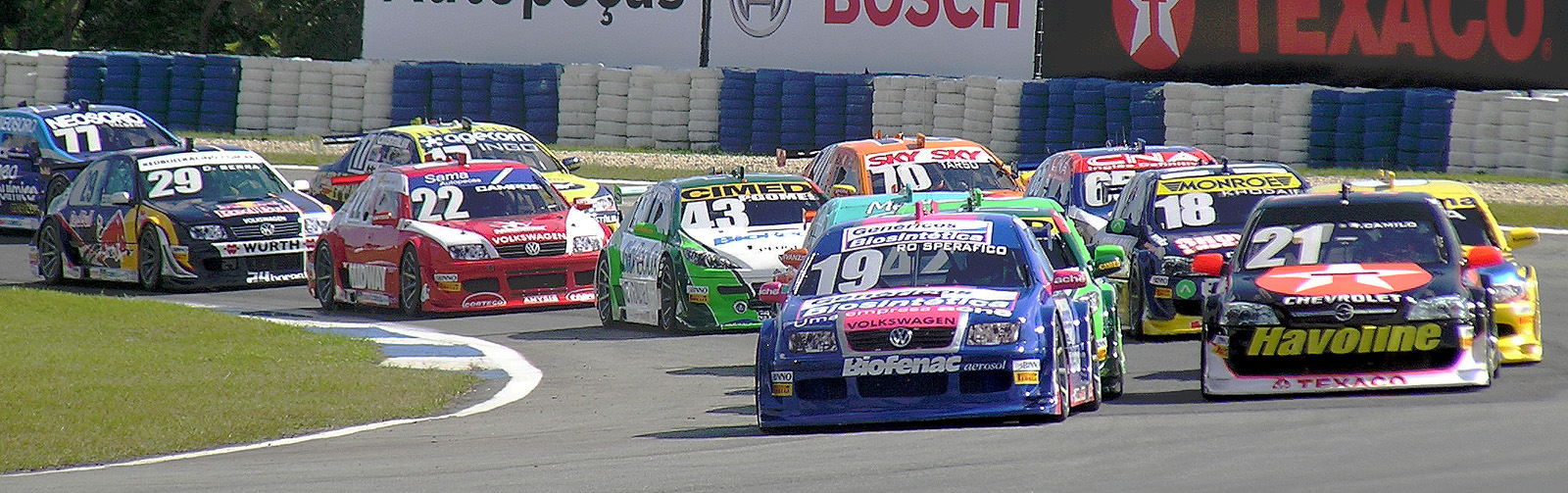
Rodrigo Sperafico, líder de una carrera de Stock Car.

Rodrigo Sperafico (Toledo, Paraná, 23 de julio de 1979) es un piloto de automovilismo brasileño.
Rodrigo es miembro de la familia Sperafico, una reconocida familia de pilotos en Brasil.

## Carrera
Tras el karting, corrió en la Fórmula Ford Británica en 1997. Dos años más tarde, fue tercero en el campeonato de F3 Sudamericana y al siguiente volvió a Europa para competir en la Fórmula 3000 Italiana, donde terminó cuarto, mientras que su hermano Ricardo ganó el título.
Ambos pasaron a la F3000 Internacional en 2001. Rodrigo dejó la categoría tras dos temporadas, en donde acumuló una victoria y tres podios. En 2004 volvió a su país natal para competir en el Stock Car. Logró su primer triunfo en 2007 y el subcampeonato de ese año, detrás de Cacá Bueno.
Compitió en Stock Car hasta 2014, y desde entonces corre de manera esporádica en otros campeonatos.

## Vida personal
Rodrigo es miembro de una reconocida familia de automovilistas. Su hermano gemelo Ricardo y sus primos Alexandre y Rafael también lo fueron. Incluso Rodrigo, Ricardo y Alexandre compitieron en la temporada 2002 de Fórmula 3000 Internacional. Rafael falleció en un accidente en Stock Car Light en 2007.

## Resultados

### Fórmula 3000 Italiana
(Clave) (negrita indica pole position) (cursiva indica vuelta rápida)

| Año     | Equipo            | 1     | 2     | 3     | 4     | 5     | 6     | 7     | 8     | Pos. | Puntos |
| ------- | ----------------- | ----- | ----- | ----- | ----- | ----- | ----- | ----- | ----- | ---- | ------ |
| 2000    | Draco Junior Team | VLL 2 | MUG 6 | IMO 3 | MNZ 3 | VLL 6 | DON 4 | PER 8 | MIS 4 | 4.º  | 22     |
| Fuente: |                   |       |       |       |       |       |       |       |       |      |        |

### Fórmula 3000 Internacional
| Año     | Equipo          | 1      | 2     | 3      | 4      | 5       | 6      | 7      | 8      | 9     | 10      | 11     | 12    | Pos. | Puntos |
| ------- | --------------- | ------ | ----- | ------ | ------ | ------- | ------ | ------ | ------ | ----- | ------- | ------ | ----- | ---- | ------ |
| 2001    | Coloni F3000    | INT 13 | IMO 7 | CAT 22 | A1R 8  | MON 9   | NÜR 12 | MAG 15 | SIL 14 | HOC 8 | HUN     | SPA    | MNZ   | NC   | 0      |
| 2002    | Durango Formula | INT 1  | IMO 2 | CAT 7  | A1R 12 | MON Ret | NÜR 8  | SIL 9  | MAG 8  | HOC 3 | HUN Ret | SPA 12 | MNZ 8 | 6.º  | 20     |
| Fuente: |                 |        |       |        |        |         |        |        |        |       |         |        |       |      |        |

### TCR South America
| Año  | Equipo             | Auto                  | 1   | 2   | 3   | 4   | 5   | 6   | 7   | 8   | 9   | 10  | 11 | 12 | 13  | 14  | Pos. | Pts. |
| ---- | ------------------ | --------------------- | --- | --- | --- | --- | --- | --- | --- | --- | --- | --- | -- | -- | --- | --- | ---- | ---- |
| 2022 |                    |                       | VEL | VEL | INT | GOI | GOI | RIV | RIV | EPI | EPI | TRH | BA | BA | VIL | VIL | 24.º | 63   |
| 2022 | Scuderia Chiarelli | Hyundai Elantra N TCR |     |     | 2   |     |     |     |     |     |     |     |    |    |     |     | 24.º | 63   |